# Zvampen
Zvampen var ett svenskt TV-program från 1984, som innehåller sketcher med bland annat Lasse Åberg och Pia Green.
Programledaren Åberg bodde i en svamp inne i skogen och presenterade sketcher, som ofta tog sin utgångspunkt i Åbergs egen uppväxt på 1950-talet. Även TV-mediet i sig samt sport skämtades det om. Det första avsnittet av fyra visades 21 januari 1984 och det sista 11 februari, avsnitten var cirka 25 minuter långa. Serien visades i repris 1986 i SVT.

## Musik
Programmets titelmelodi (med refrängen "Jag vill bo i en svamp, annars får jag kramp..."'), med musik av Janne Schaffer, text av Åberg och som framfördes av Åberg och Electric Banana Band, blev populär.

## Avsnitt
| Avsnitt | Datum            | Repris       | Medverkande           | Medverkande |
| ------- | ---------------- | ------------ | --------------------- | --- |
| 1       | 21 januari 1984  | 9 juni 1986  | Lasse Åberg Pia Green | Ole Söderblom (3 avsnitt) Sven Melander (3 avsnitt) Jon Skolmen (2 avsnitt) Magnus Härenstam (2 avsnitt) Brasse Brännström (2 avsnitt) Björn Skifs (2 avsnitt) |
| 2       | 28 januari 1984  | 13 juni 1986 | Lasse Åberg Pia Green | Ole Söderblom (3 avsnitt) Sven Melander (3 avsnitt) Jon Skolmen (2 avsnitt) Magnus Härenstam (2 avsnitt) Brasse Brännström (2 avsnitt) Björn Skifs (2 avsnitt) |
| 3       | 4 februari 1984  | 16 juni 1986 | Lasse Åberg Pia Green | Ole Söderblom (3 avsnitt) Sven Melander (3 avsnitt) Jon Skolmen (2 avsnitt) Magnus Härenstam (2 avsnitt) Brasse Brännström (2 avsnitt) Björn Skifs (2 avsnitt) |
| 4       | 11 februari 1984 | 20 juni 1986 | Lasse Åberg Pia Green | Ole Söderblom (3 avsnitt) Sven Melander (3 avsnitt) Jon Skolmen (2 avsnitt) Magnus Härenstam (2 avsnitt) Brasse Brännström (2 avsnitt) Björn Skifs (2 avsnitt) |